# Framtiden är ett svävande skepp, förankrat i forntiden
Framtiden är ett svävande skepp, förankrat i forntiden was het debuutalbum van de Zweedse progressieve rockgroep Älgarnas Trädgård. Het verscheen in 1972 op het Zweedse label Silence. De titel betekent De toekomst is een drijvend schip, verankerd in het verleden. De sfeer van de muziek sluit aan bij deze titel, en lijkt op een reis door zowel de Middeleeuwen als een futuristisch ruimtetijdperk.
De platenhoes toont een oude grijze God-achtige man, zittend in een vreemd landschap, met enorme stenen blokken zwevend boven zijn hoofd, en rond dit alles draaien planeten. De achterzijde van de albumhoes toont schilderijen van Jeroen Bosch, namelijk De tuin der lusten en Johannes op Patmos. De latere cd-uitgave is wat verschillend, met Bosch' Schepping van de aarde op het schijfje zelf, en vier verschillende foto's van de groep op het boekje. Eveneens staan in deze editie de instrumentatie en Engelstalige songtitels opgenomen.

## Tracks
1. Två timmar över två blå berg med en gök på vardera sidan, om timmarna, alltså 13'13
2. Det finns en tid för allt, det finns en tid då även tiden möts 6'11
3. Möjligheternas barn 3'12
4. Tristans klagan 1'41
5. Viriditas 3'00
6. Saturnus ringar 7'15
7. Framtiden är ett svävande skepp, förankrat i forntiden 5'07

Op het boekje van de cd-uitgave uit 1995 staan ook de Engelse vertalingen van de titels opgenomen. Bovendien bevat deze twee bonusnummers:
1. Two hours over two blue mountains with a cuckoo on each side, of the hours...that is 13'13
2. There is a time for everything, there is a time when even time will meet 6'11
3. Children of Possibilities 3'12
4. La Rotta 1'41
5. Viriditas 3'00
6. Rings of Saturn 7'15
7. The future is a hovering ship, anchored in the past 5'07
8. 5/4 10'25
9. The Mirrors of Gabriel 8'28

## Bezetting
- Andreas Brandt: viool, zang, percussie, fluit
- Mikael Johansson: bas, handdrum, citer, tabla, percussie
- Dennis Lundh: drums, tabla, percussie, zink, mondharp
- Dan Söderqvist: gitaar, percussie
- Jan Ternald: mellotron, piano, moog, orgel, elektrische piano
- Sebastian Ödberg: cello, fluit, sitar, tabla